# Lady Francisco
Leyde Chuquer Volla Borelli Francisco de Bourbon (Belo Horizonte, 7 de enero de 1935-Río de Janeiro, 25 de mayo de 2019), más conocida como Lady Francisco, fue una actriz, productora y directora brasileña.

## Carrera artística
Comenzó su carrera artística en su ciudad natal, Belo Horizonte, en la radio y TV Itacolomi , del grupo Diários Associados . Entre 1972 y 1973, ya que en la ciudad de Río de Janeiro , opera en la novela Jerome, el héroe selva virgen en la TV Tupi . Luego se traslada a TV Globo , donde protagonizó la telenovela A Escrava Isaura (1976), Marrón Glacê (1979), Baila Comigo (1981) y Louco Amor (1983).
Entre 2015 y 2016, participó en la serie República del Perú , proyectada por TV Brasil en 26 episodios. Su última participación en televisión fue en Malhação: Vidas Brasileiras (2018), de Rede Globo.
Su debut cinematográfico se dio en la década de 1970, trabajando en películas Una varilla entre las mujeres (1974), padre que pecado (1975), El crimen del Ze Yunque (1977) y Lúcio Flávio, Pasajero de la Agonía ( 1977). También participó en la dirección de El precio del placer (1979). En la década de 1980, protagonizó Sex Angels (1981), que también codirigió: The Boys of the Sidewalks (1981), Woman Profession (1982) y Punk - The Children of the Night (1986). Su último trabajo cinematográfico fue en 2019, en la película Goitaca .

## Muerte
En abril de 2019 la actriz sufrió una caída en su casa, fracturándose el fémur. El 2 de mayo, fue ingresada en un hospital en Barra da Tijuca para realizar un tratamiento para la reparación de la fractura, pero sufrió complicaciones respiratorias y tuvo que ser trasladada a la UCI . Tres semanas después del ingreso, la condición clínica se agravó por la isquemia y se realizó una traqueotomía. Falleció más tarde el 25 de mayo por un fallo multiorgánico, debido a isquemia enteromesentérica (trastorno vascular intestinal agudo).